# Cantone di Lanvallay
Il Cantone di Lanvallay /lɑ̃vaˈlɛ/ è una divisione amministrativa dell'Arrondissement di Dinan.
È stato costituito a seguito della riforma approvata con decreto del 13 febbraio 2014, che ha avuto attuazione dopo le elezioni dipartimentali del 2015.

## Composizione
Comprende i seguenti 17 comuni:
- Bobital
- Brusvily
- Calorguen
- Les Champs-Géraux
- Évran
- Le Hinglé
- Lanvallay
- Pleudihen-sur-Rance
- Plouasne
- Le Quiou
- Saint-André-des-Eaux
- Saint-Carné
- Saint-Hélen
- Saint-Judoce
- Saint-Juvat
- Tréfumel
- Trévron